# Nuevo Estadio Los Pajaritos
A Nuevo Estadio Los Pajaritos egy spanyol labdarúgó-stadion. Befogadóképessége 10 200 fő. Soria városában van. 1999-ben nyitották meg. A másodosztályú CD Numancia bérli. Tulajdonosa az Ayuntamiento de Soria.

## Fordítás
Ez a szócikk részben vagy egészben  a   Nuevo Estadio Los Pajaritos című angol Wikipédia-szócikk fordításán alapul.  Az eredeti cikk szerkesztőit annak laptörténete sorolja fel. Ez a jelzés csupán a megfogalmazás eredetét és a szerzői jogokat jelzi, nem szolgál a cikkben szereplő információk forrásmegjelöléseként.